# Liste der Kulturdenkmäler in Oberhausen (bei Bad Bergzabern)
In der Liste der Kulturdenkmäler in Oberhausen sind alle Kulturdenkmäler der rheinland-pfälzischen Ortsgemeinde Oberhausen aufgeführt. Grundlage ist die Denkmalliste des Landes Rheinland-Pfalz (Stand: 14. August 2023).

## Einzeldenkmäler
| Bezeichnung                  | Lage                                                          | Baujahr                            | Beschreibung | Bild                           |
| ---------------------------- | ------------------------------------------------------------- | ---------------------------------- | --- | ------------------------------ |
| Brücke                       | Friedhofstraße, bei Nr. 8 Lage                                | 1788                               | spätbarocke Bogenkonstruktion, bezeichnet 1788 | weitere Bilder Fotos hochladen |
| Rathaus                      | Obere Hauptstraße 2 Lage                                      | 1875                               | klassizistisch-neugotischer Putzbau, Turm, 1875 | weitere Bilder Fotos hochladen |
| Hofanlage                    | Obere Hauptstraße 4 Lage                                      | 18. Jahrhundert                    | Hakenhof; barockes Fachwerkhaus, teilweise massiv, 18. Jahrhundert | Fotos hochladen                |
| Wohnhaus                     | Untere Hauptstraße 24 Lage                                    | 1703                               | barockes Fachwerkhaus, Walmdach, bezeichnet 1703 | Fotos hochladen                |
| Hofanlage                    | Untere Hauptstraße 29 Lage                                    | Anfang des 19. Jahrhunderts        | Dreiseithof, Anfang des 19. Jahrhunderts; eingeschossiges Fachwerkhaus, bezeichnet 1805 | Fotos hochladen                |
| Hofanlage                    | Untere Hauptstraße 30 Lage                                    | 18. Jahrhundert                    | Hofanlage; barockes Fachwerkhaus, teilweise massiv, 18. Jahrhundert | Fotos hochladen                |
| Kriegerdenkmal und Grabmäler | nördlich des Ortes auf dem Friedhof Lage                      | ab 1860                            | Kriegerdenkmal 1914/18, lebensgroße Ritterfigur, Sandstein, 1920er Jahre; mehrere Grabmäler des 19. und frühen 20. Jahrhunderts: - Grabmal Peter Barbey (1836–1863), „Mechanikus von hier“, reich reliefierte Stele mit Handwerkerzeichen (Bild); - Grabmal Auguste Louise Lorch (1881–1895), bezeichnet […] Sanwald (Bad Bergzabern), Trauernde vor Kreuz über Felssockel (Bild); - Grabmal Johann Juncker (1801–1860), klassizistische Stele mit Giebeln und Reliefs (unter anderem Müllerzeichen) (Bild) | weitere Bilder Fotos hochladen |
| Kilometerstein               | östlich des Ortes an der B 427; Flur In den Grabenäckern Lage | zweite Hälfte des 19. Jahrhunderts | Sandsteinkegel, zweite Hälfte des 19. Jahrhunderts | Fotos hochladen                |
| Ölmühle                      | westlich des Ortes (Oberdorfstraße 36) Lage                   | 18. Jahrhundert                    | ehemalige Ölmühle; Krüppelwalmdachbau, teilweise Fachwerk, im Kern wohl aus dem 18. Jahrhundert | Fotos hochladen                |